# Цоффани, Иоганн
Иоганн Йозеф Цоффани (нем. Johann Zoffany; при рождении Иоганн Йозеф Цауфелли, нем. Johannes Josephus Zauffely; 13 марта 1733 — 11 ноября 1810) — немецкий художник-неоклассик, большую часть жизни работавший в Англии. Его работы выставляются во многих известных британских галереяx, таких как Лондонская национальная галерея, Британская галерея Тейт и Королевская коллекция.

## Биография
Родился во Франкфурте. Учился в Регенсбурге у Мартина Шпеера, а позже в Риме; в 1760 вместе с Януариусом Зиком работал над росписями дворца в Трире. По возвращении в Регенсбург, женился, но неудачно, и, спасаясь от несчастной семейной жизни, уехал в 1761 году в Лондон. Здесь Цоффани открыл для себя живопись, вдохновлённую театром, и, благодаря Бенджамину Уилсону, познакомился с актёром Дэвидом Гарриком, которого позже портретировал многократно.
В 1762 он живёт в доме Гаррика и изображает его на своей картине «Возвращение фермера» (1762), положившей начало серии «сцен собеседования», вдохновленной театром и восходящей к Хогарту. Эту серию художник продолжал вплоть до 1770 года, по желанию самого актёра, заботившегося о саморекламе («Портрет Дэвида Гаррика», «Гаррик в роли Абеля Друггера»). Цоффани выполнил также несколько работ на фантастические сюжеты, а также портреты в натуральную величину.
В 1762, получив покровительство английского короля Георга III, он пишет портреты членов королевской семьи («Принц Уэльский и принц Фридрих в виде купидонов», 1765; «Королева Шарлотта с двумя детьми», 1766; «Георг III с семьёй», 1770; «Королева Шарлотта, принц Уэльский и герцог Йоркский»; «Принцесса Амелия»).
В 1769 году Цоффани становится членом-корреспондентом Британской академии художеств, а в 1772 выставляет картину «Класс анатомии в Королевской Академии», сразу же приобретённую Георгом III. В 1773 он уезжает во Флоренцию, где пишет композицию «Трибуна Уффици» (1776), а в 1779 возвращается в Англию, сделав по дороге остановку в Вене. В 1782 году Цоффани исполнил свой шедевр, картину «Чарльз Таунли в своей галерее скульптур». 
В 1783—1789 художник посетил Индию, где написал, в частности, «Портрет Уоррена Хастингса с супругой». 
Картины Цоффани, написанные для Георга III, ввели в английскую живопись свободное изображение семей аристократии. Серия королевских портретов художника хранится в Королевской коллекции.
Художник скончался в 1810 году в Стрэнд-он-зэ-Грине, Лондон.

## Работы

Портреты
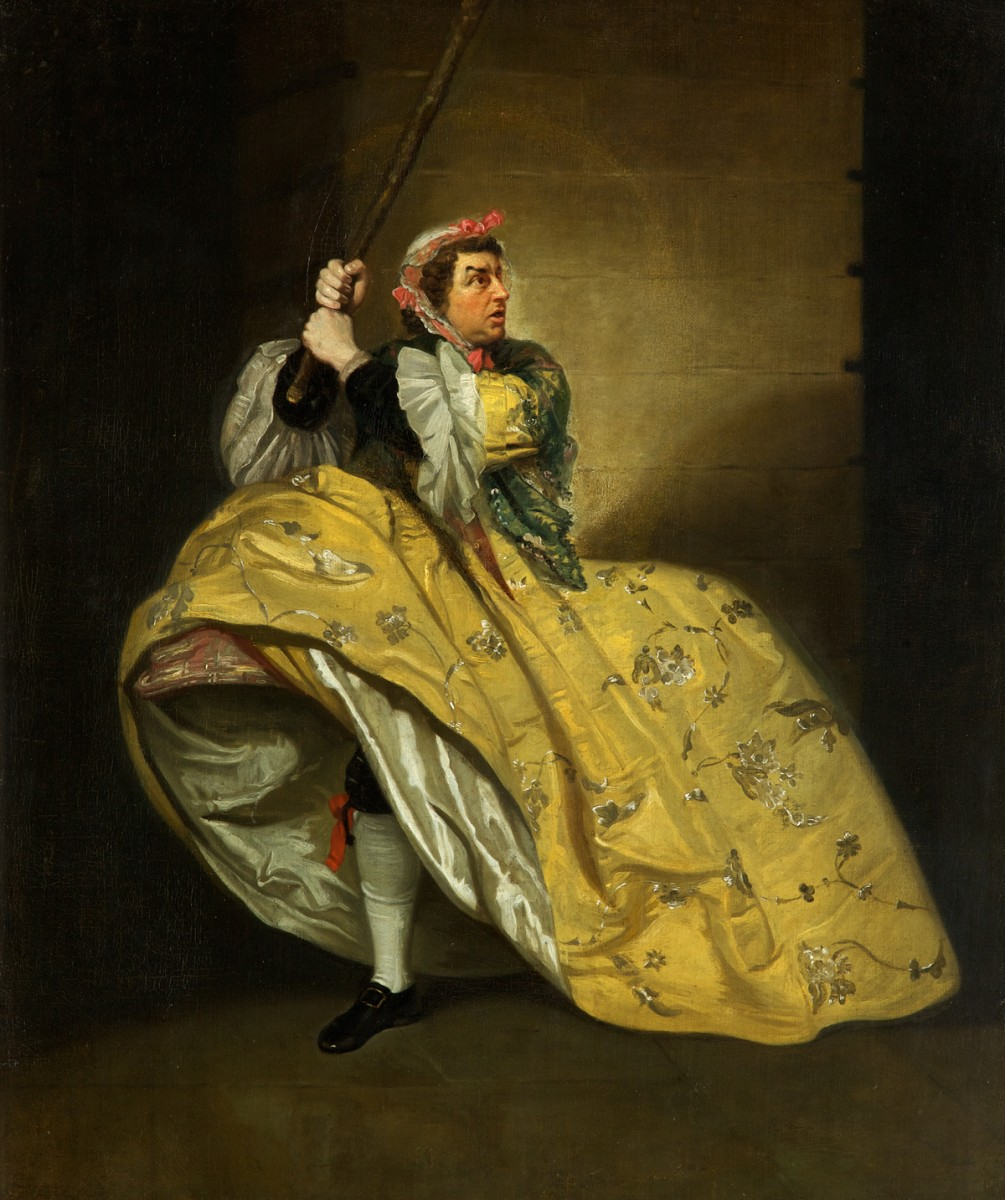
Актёр Дэвид Гаррик в комедии «Оскорблённая жена» Джона Ванбру на сцене Королевского театра на Друри-Лейн, 1763.
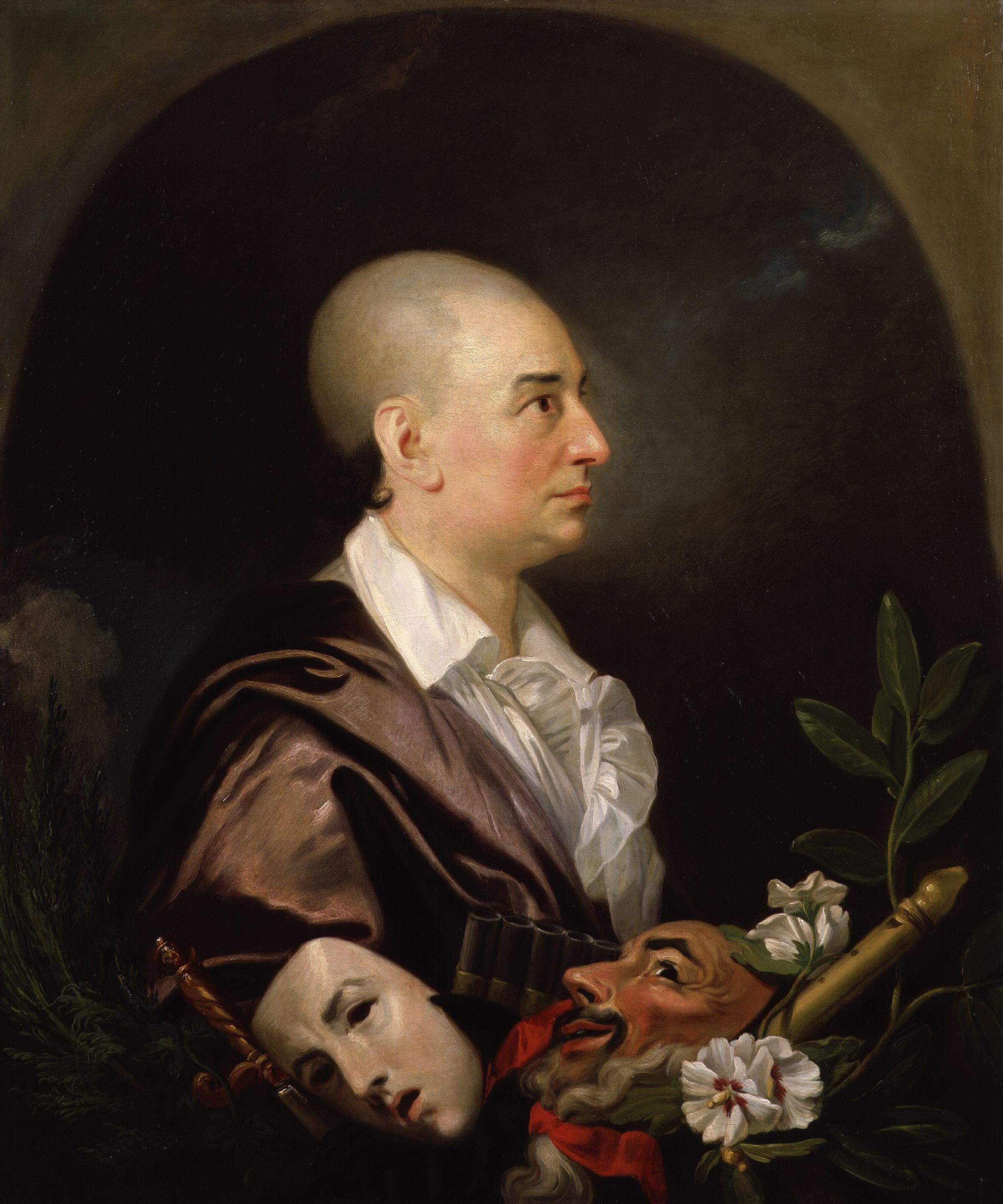
Дэвид Гаррик, (1763)
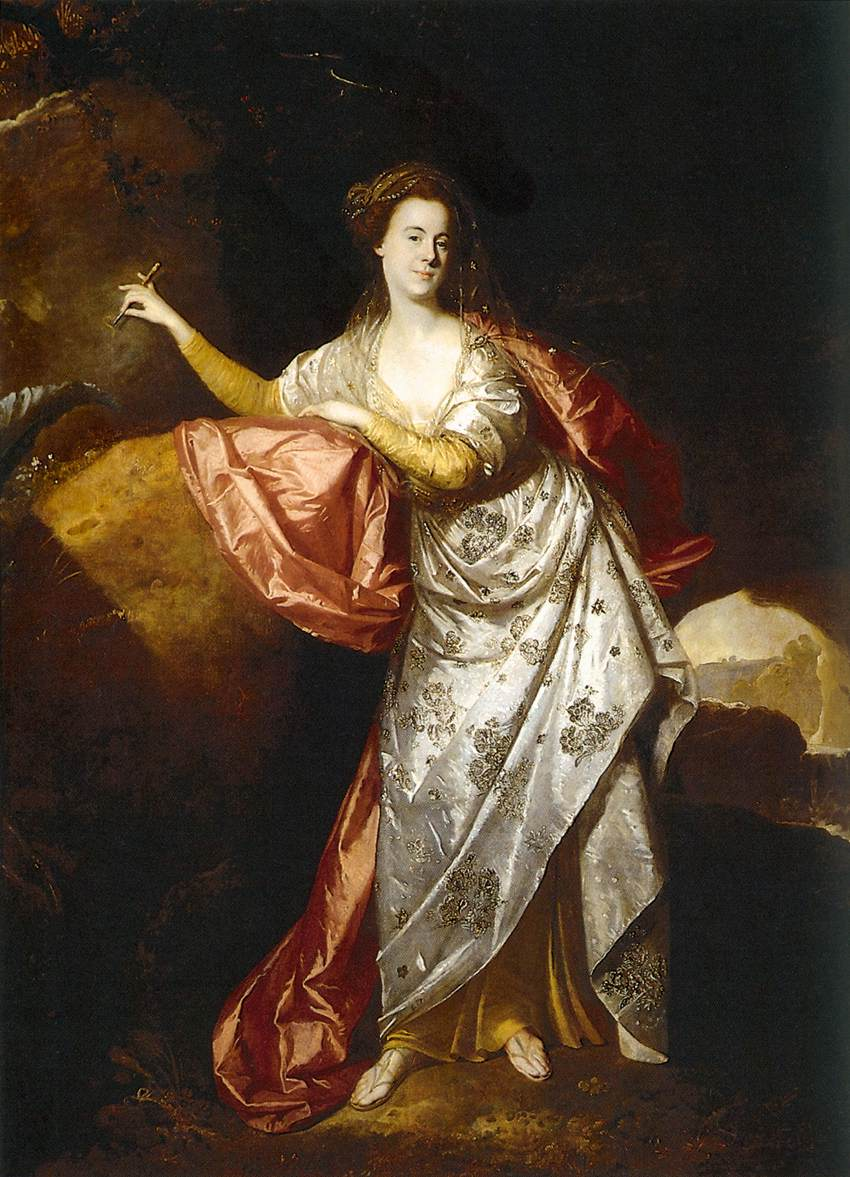
Портрет Анны Браун в роли Миранды (ок. 1770 г.)
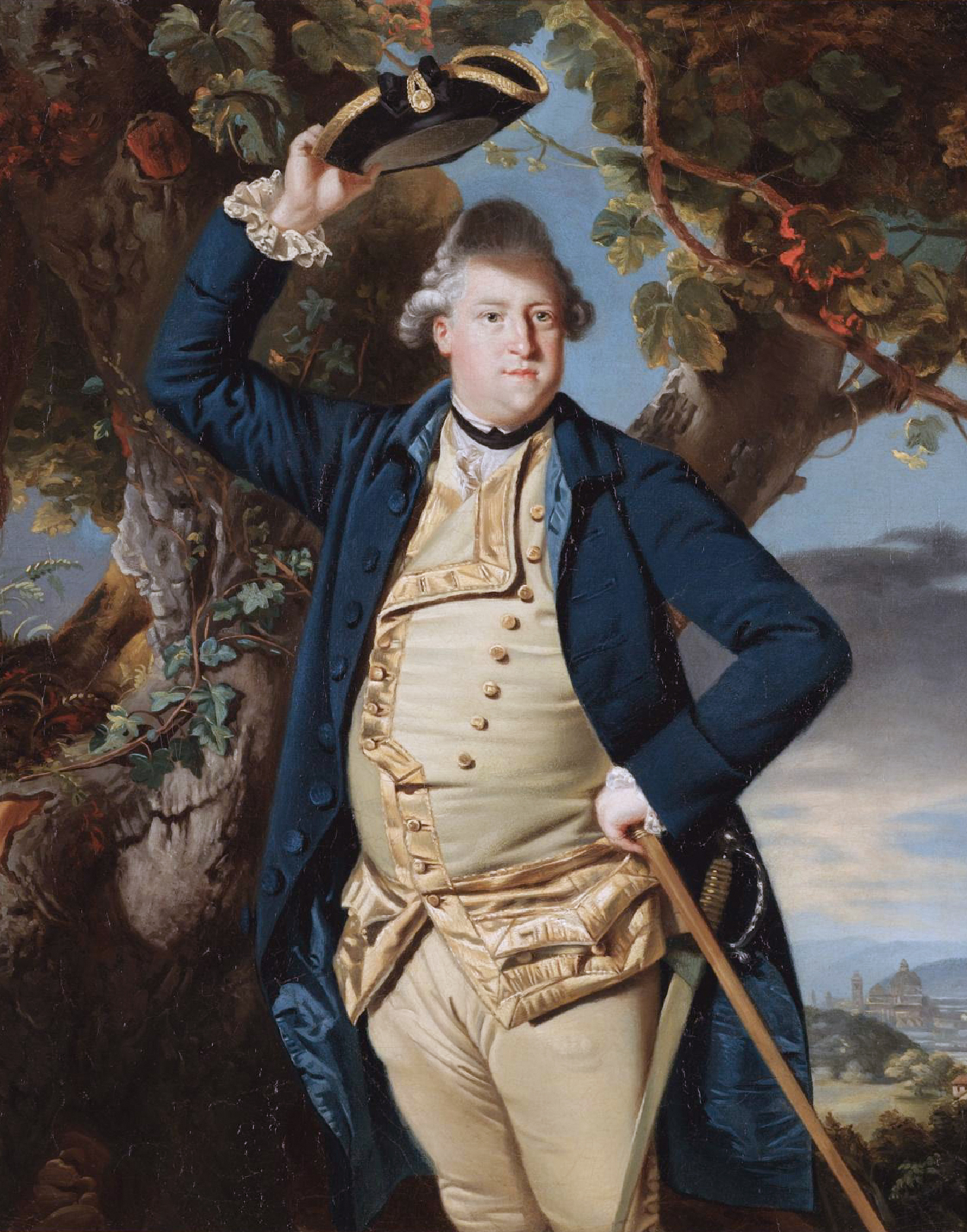
Джордж Клаверинг, 3-й граф Купер (1738-1789)
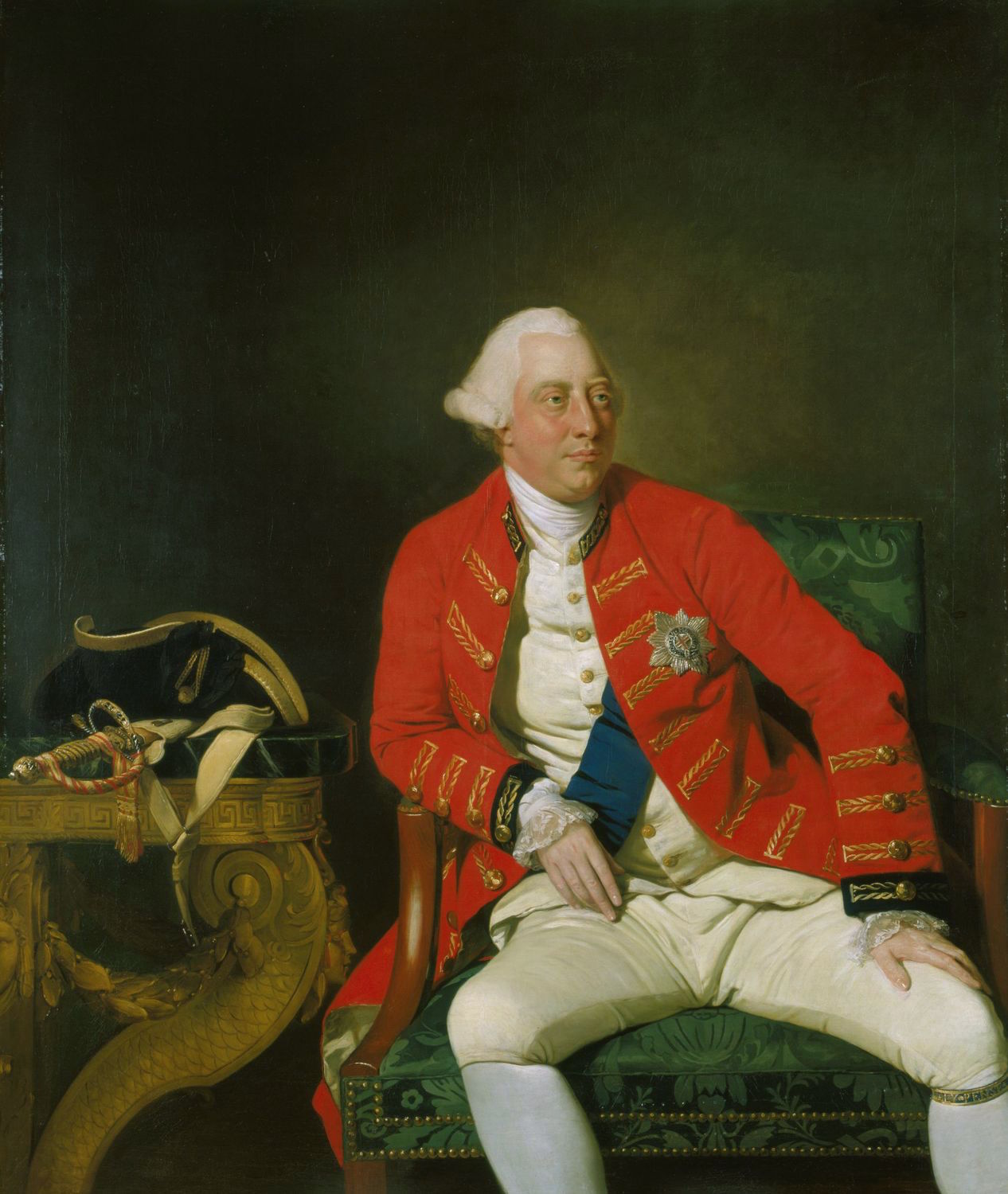
Георг III, 1771 г.
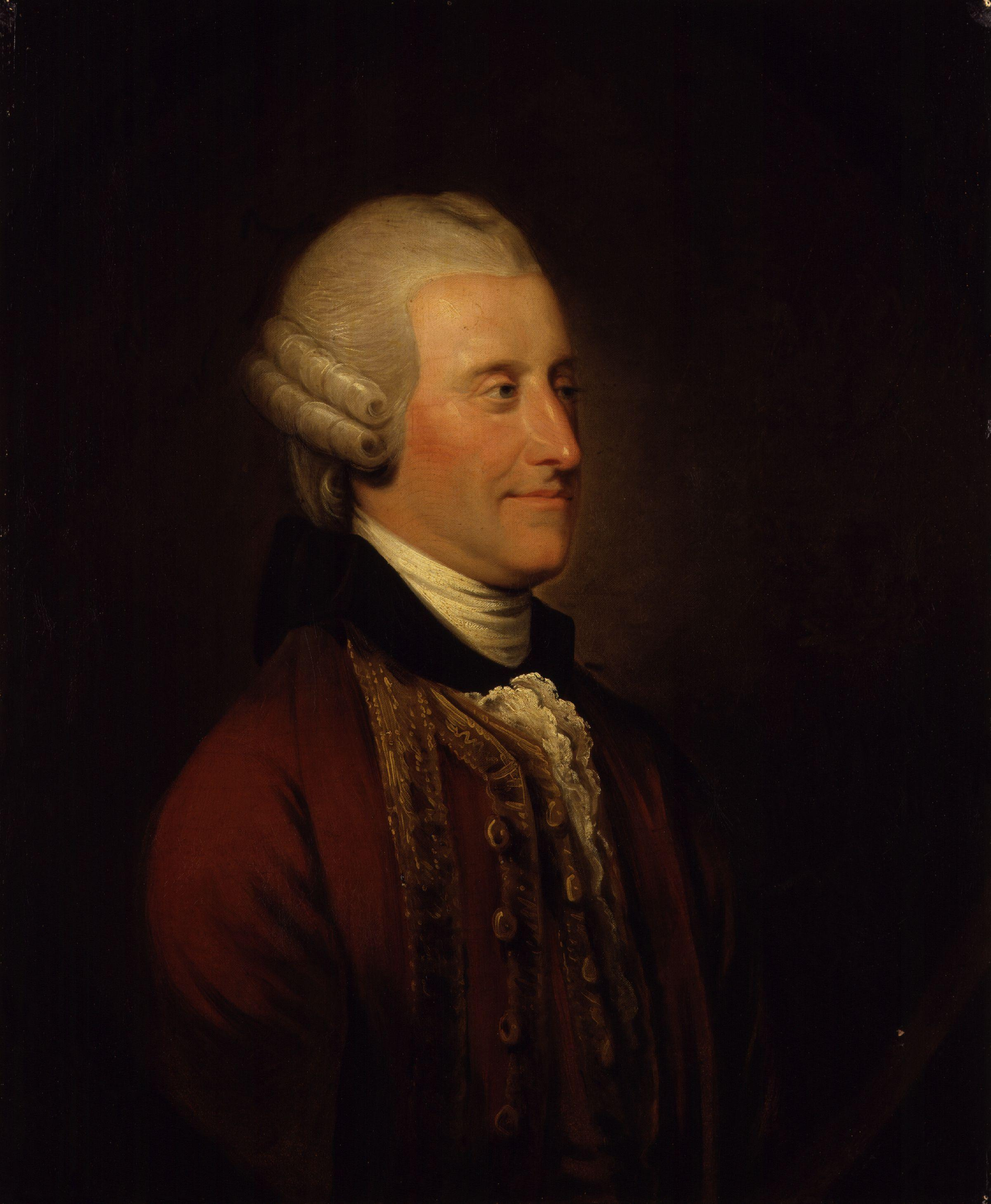
Джон Монтегю, 4-й граф Сэндвич, хорошо известный как изобретатель сэндвича.
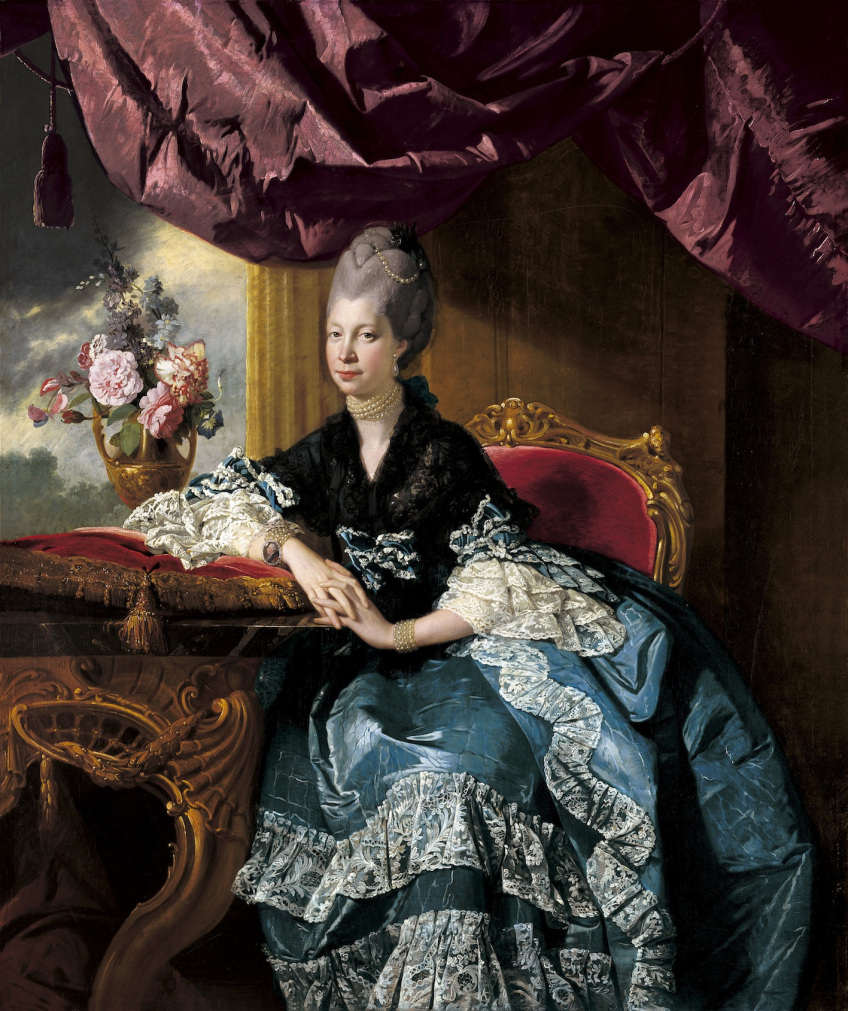
Королева Шарлотта, ок. 1780 г.
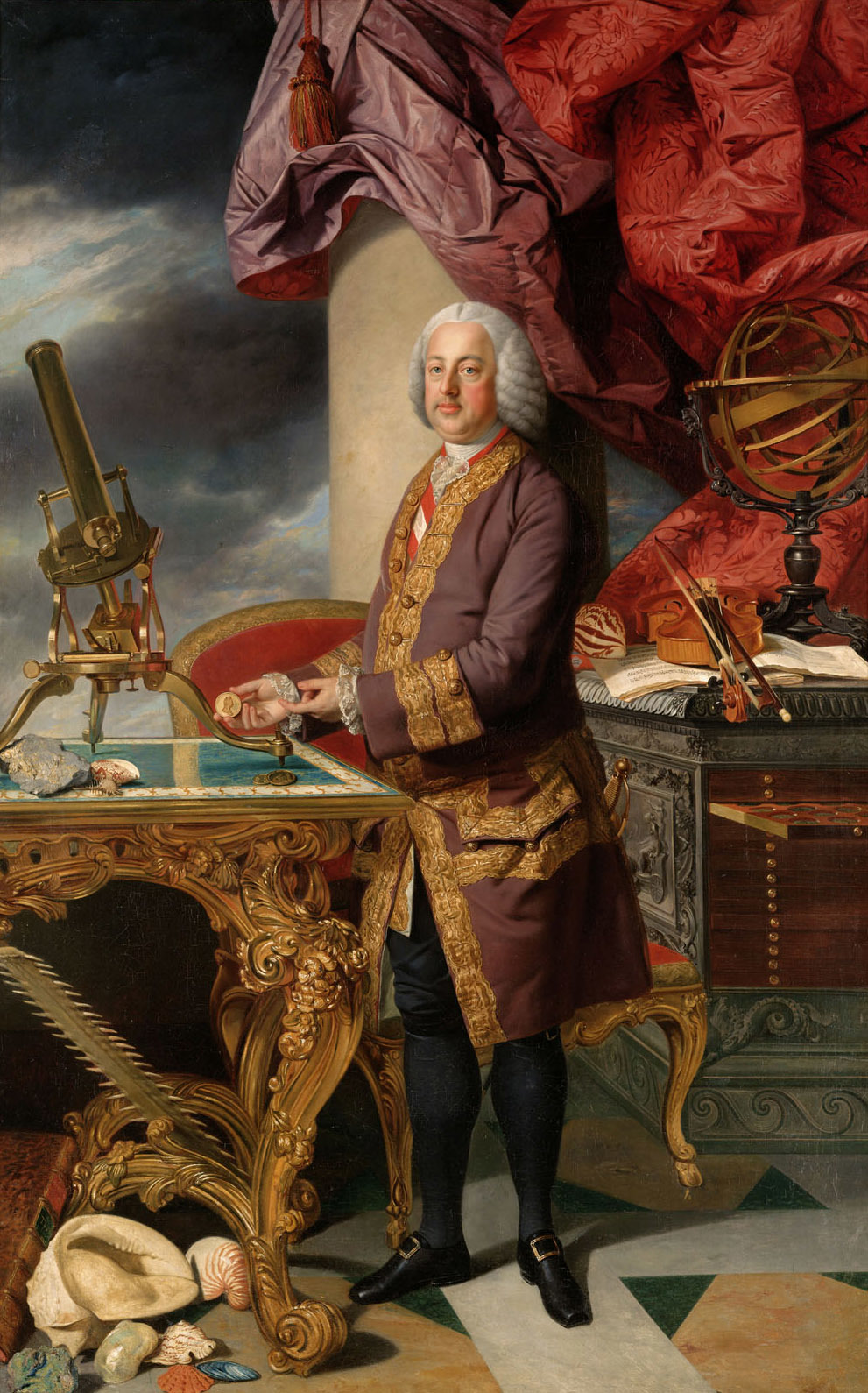
Франц I Стефан, император Священной Римской империи
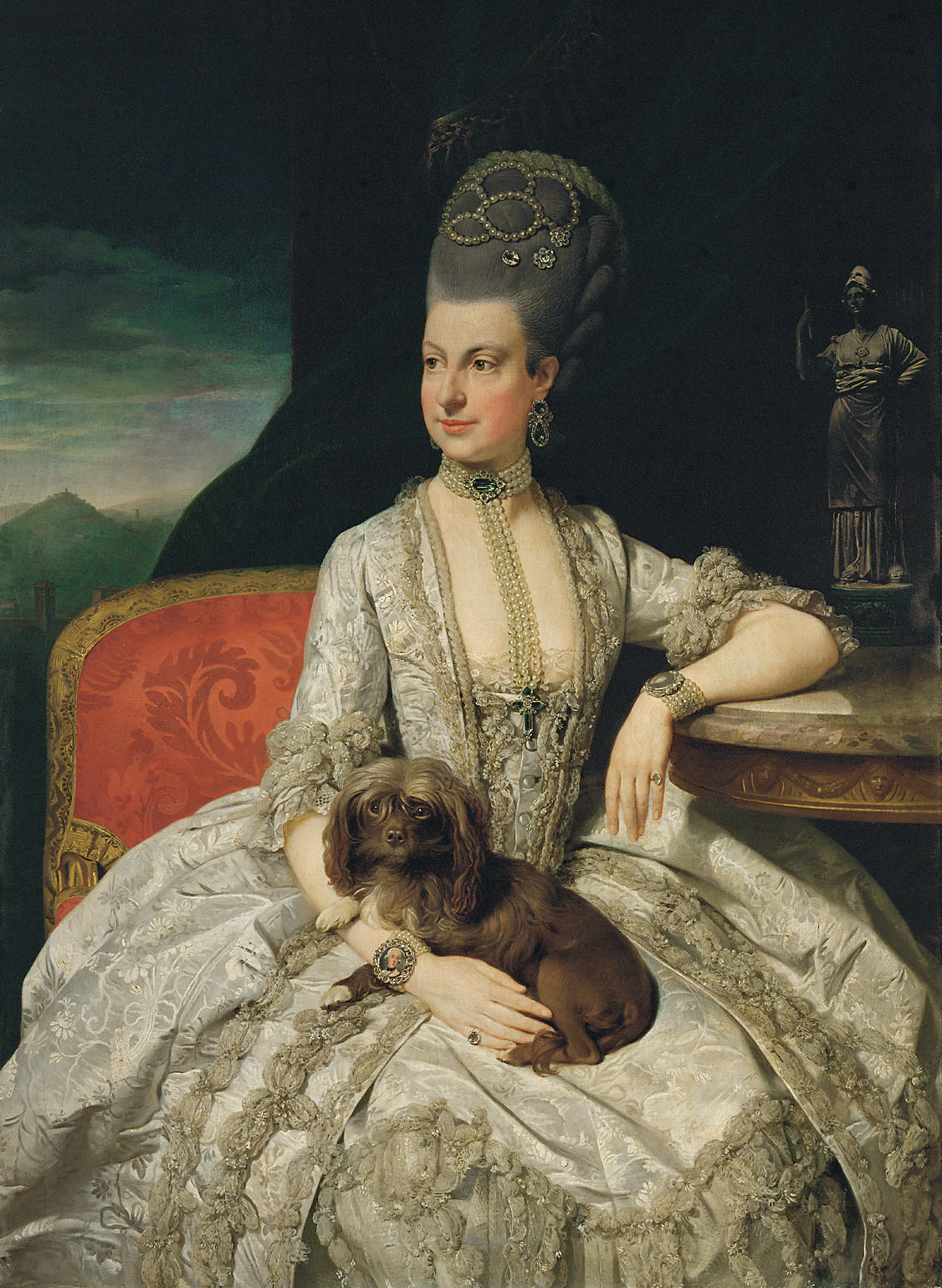
Эрцгерцогиня Мария Кристина, герцогиня Тешенская, (1742-1798) по прозвищу «Мими», 1776 г.

Другие
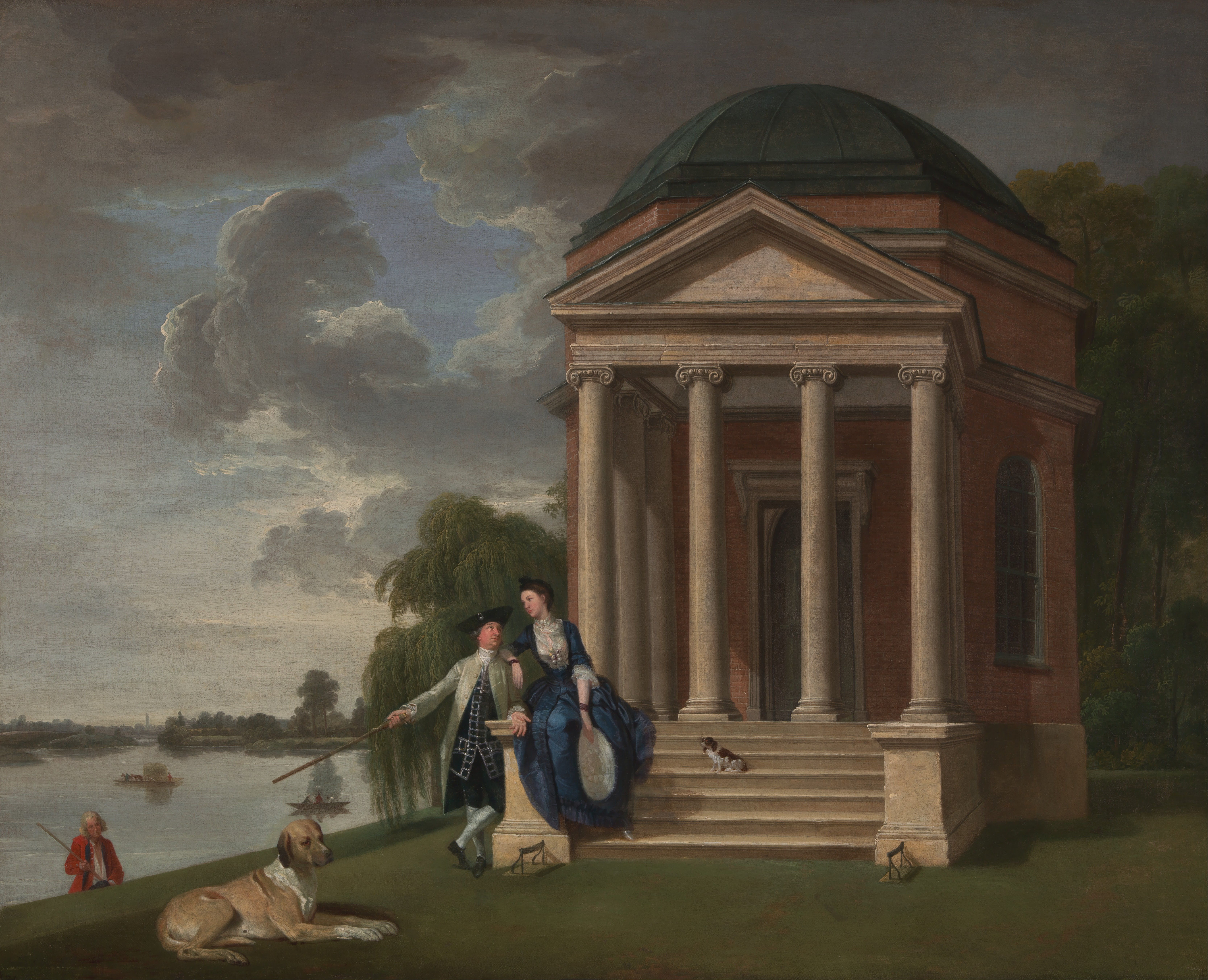
Дэвид Гаррик и его жена в храме Шекспира в Хэмптоне, ок. 1762.
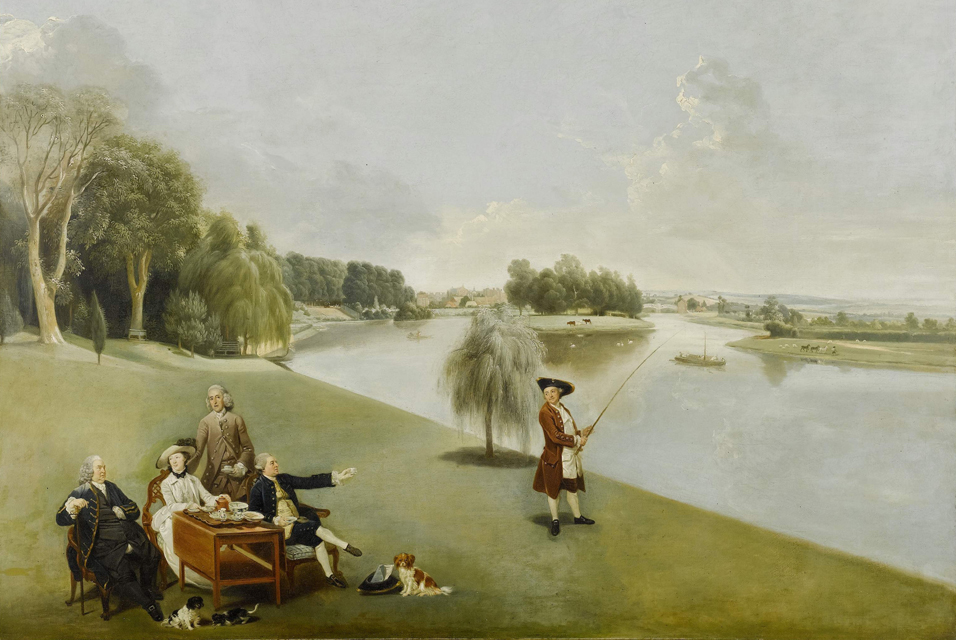
Сад  Хэмптон-Хауса, где мистер Дэвид Гаррик с супругой пьют чай, 1763.
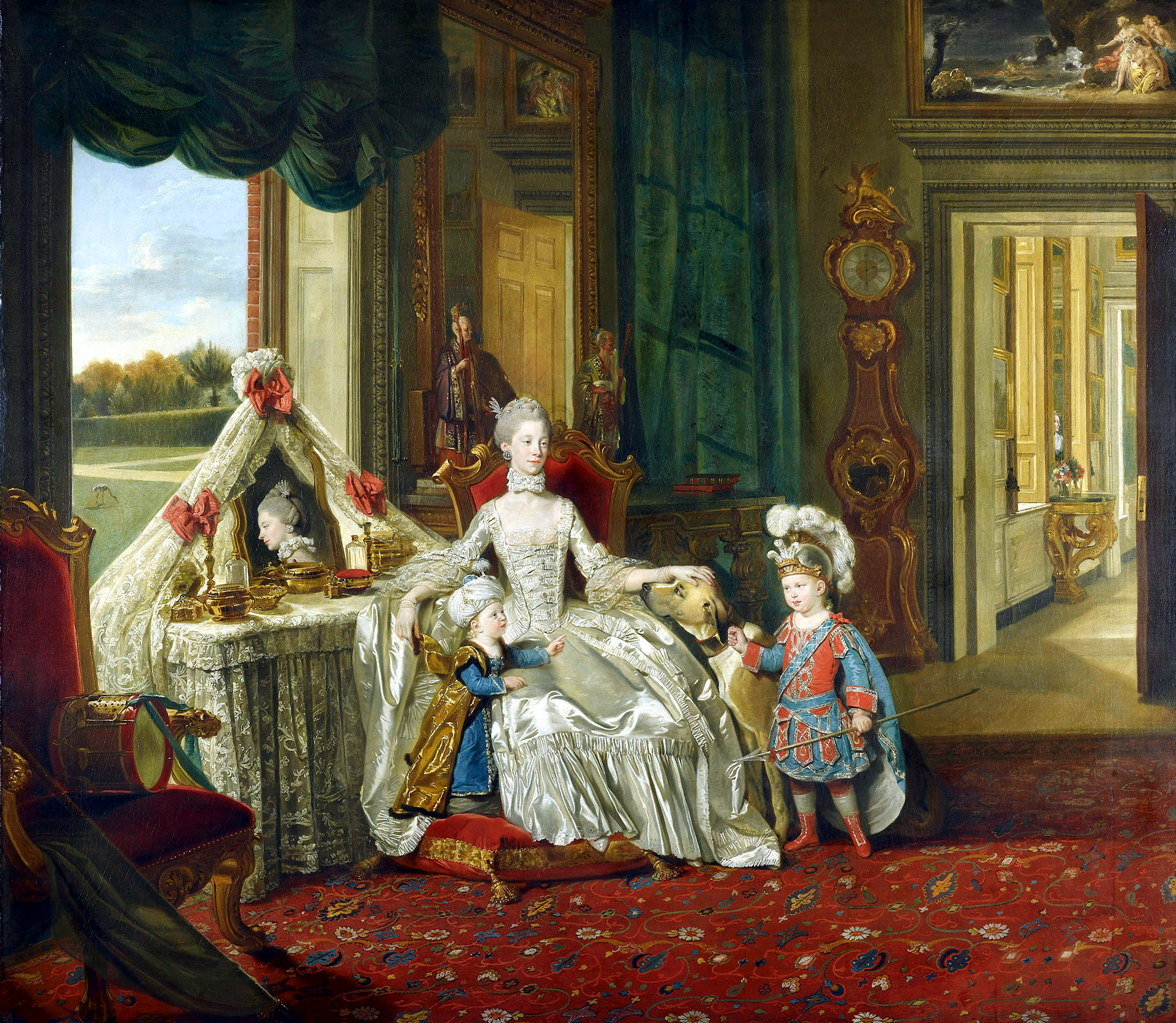
Королева Шарлотта с двумя старшими сыновьями, 1765.
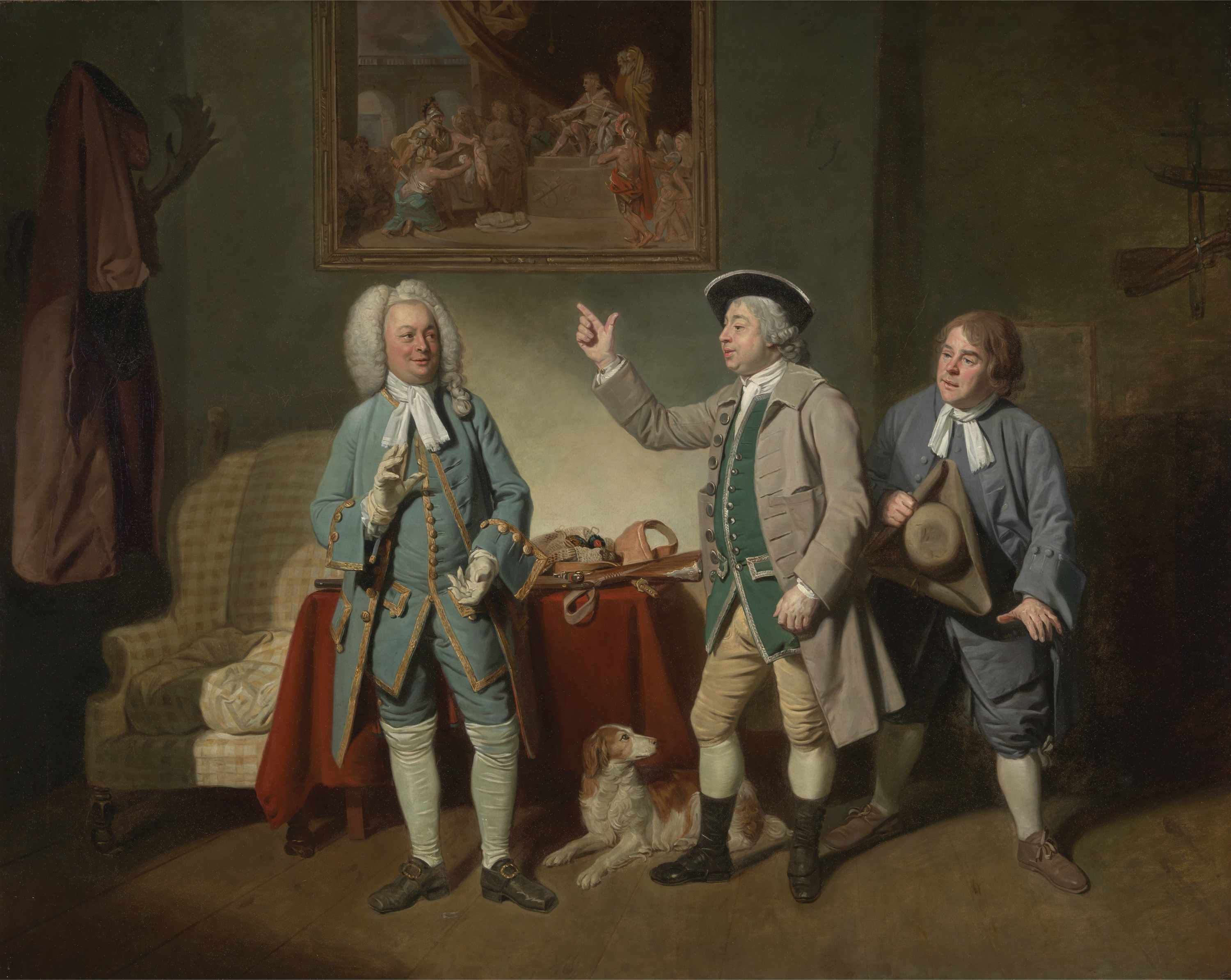
Сцена из пьесы «Любовь в деревне» Исаака Бикерстаффа, 1767.
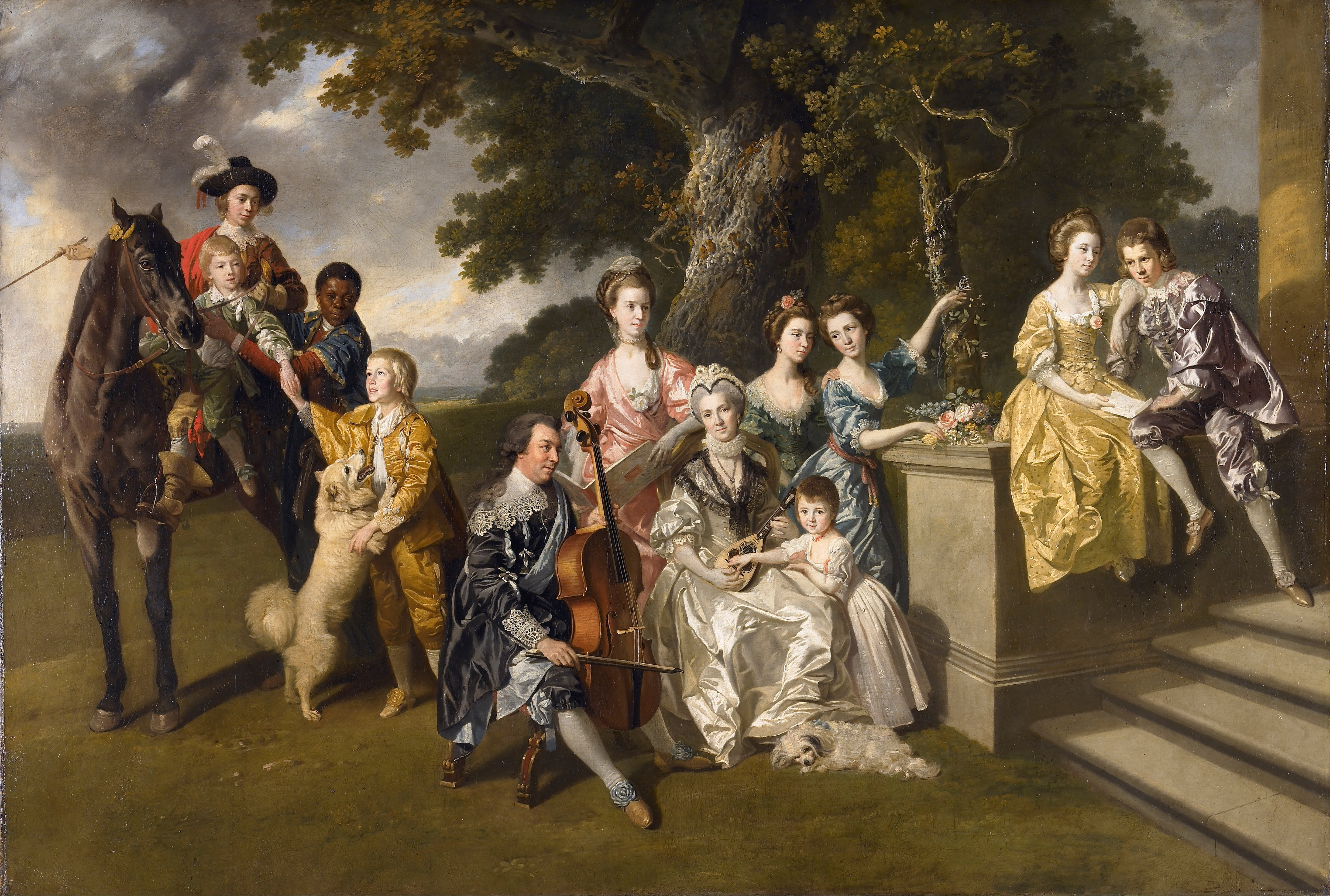
Семья сэра Уильяма Янга, ок. 1768.
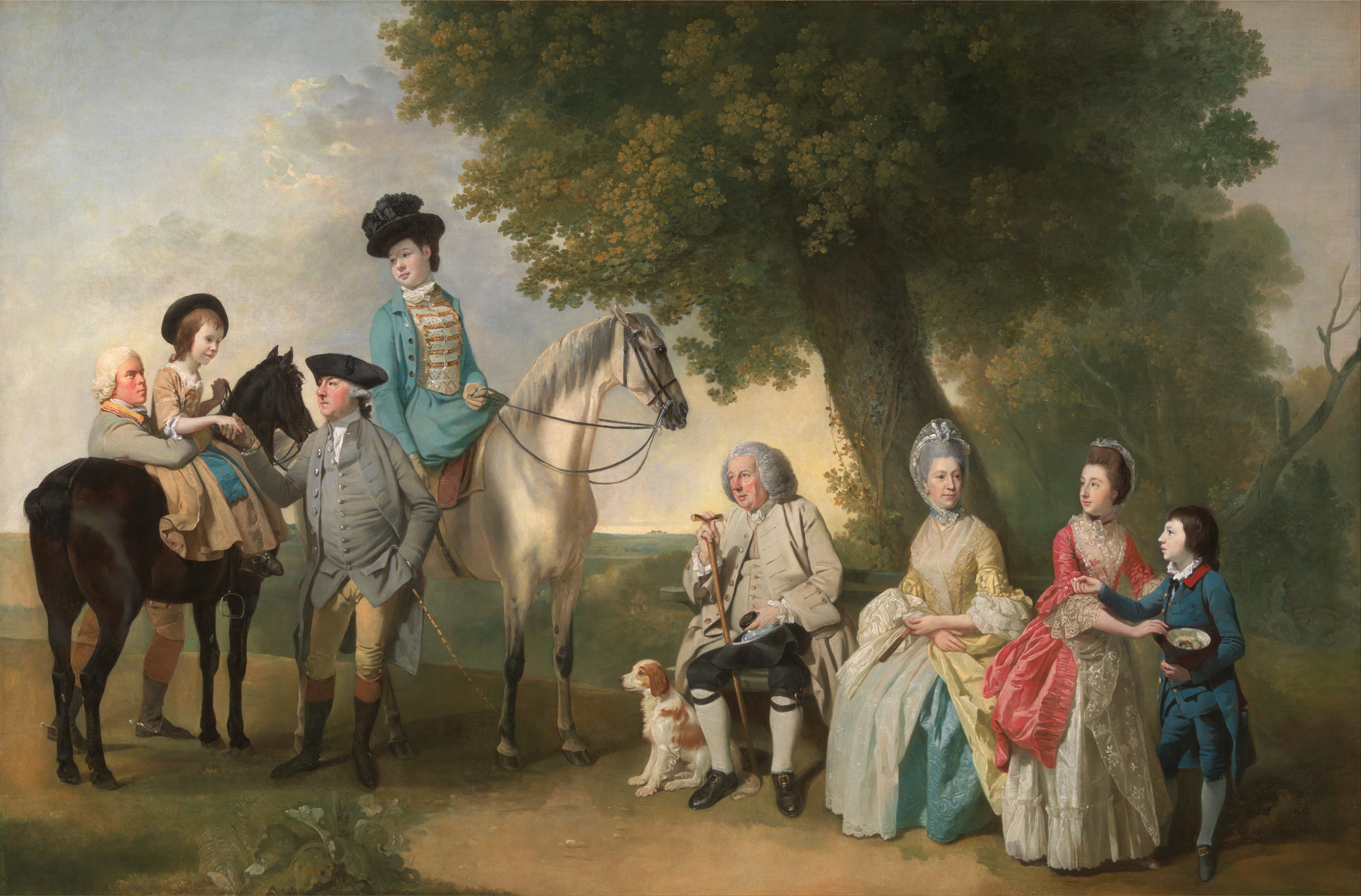
Семья Драммонд, 1769.
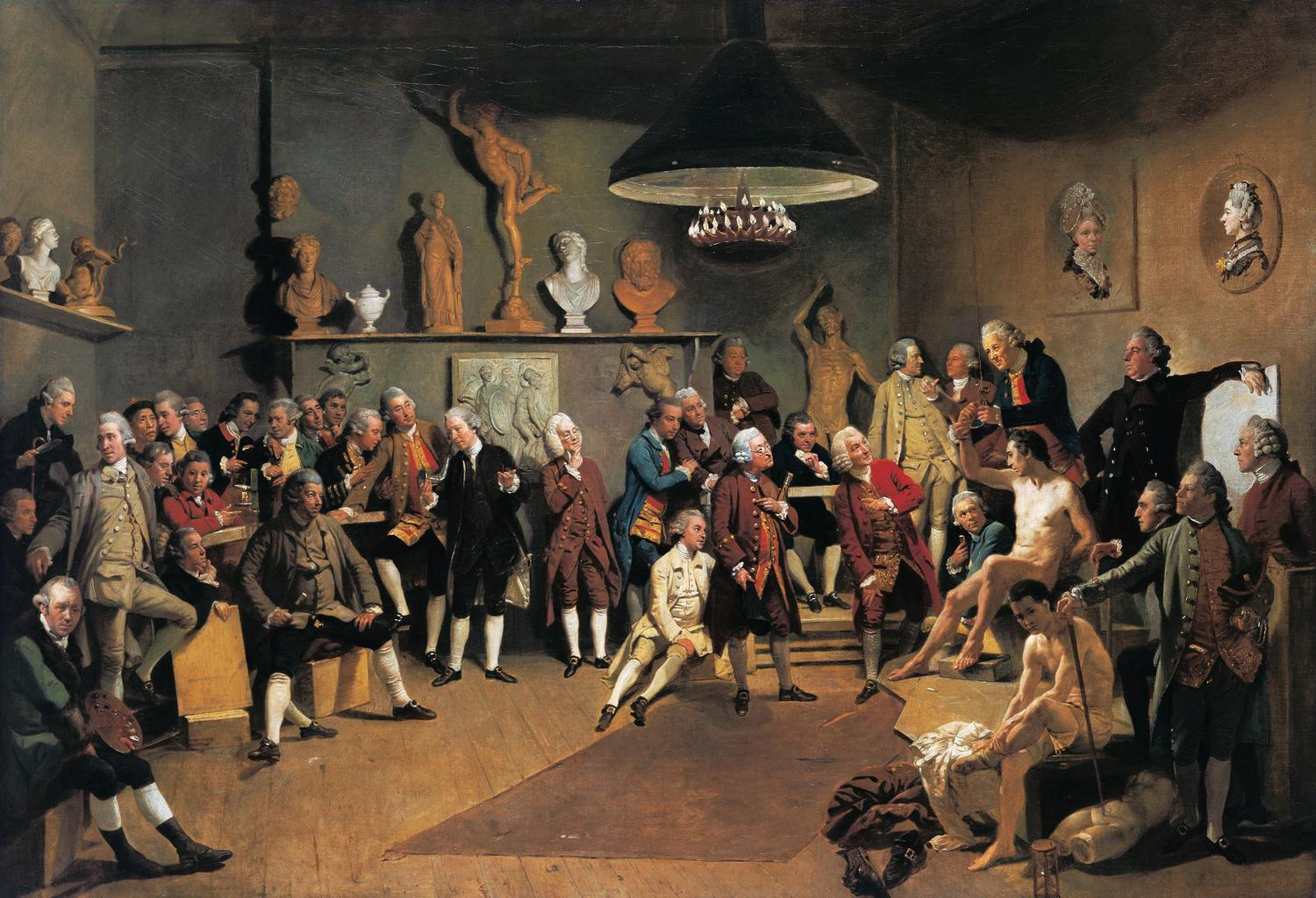
Групповой портрет членов Британской академии художеств, 1771–72.
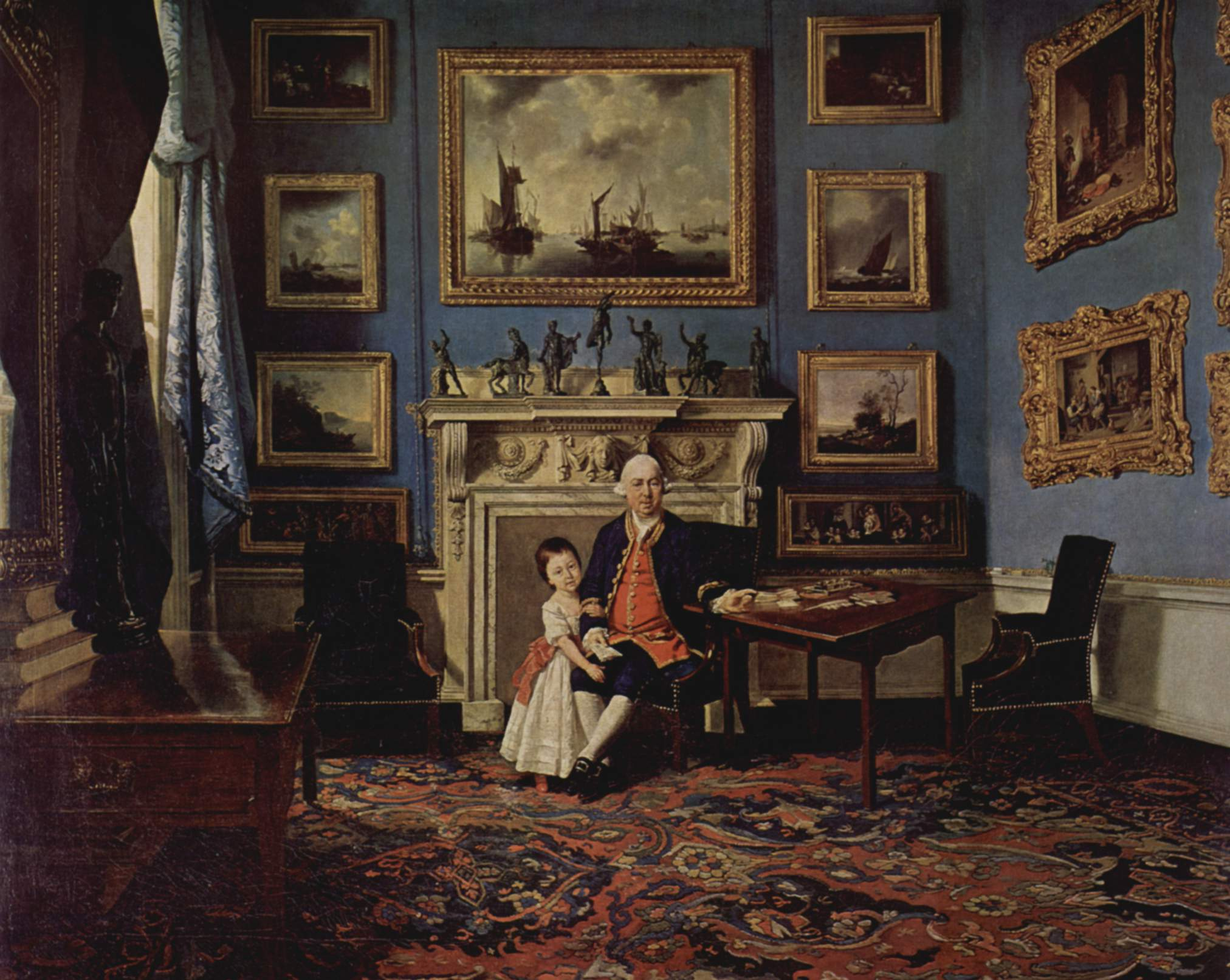
Сэр Лоуренс Дандас и его внук Лоуренс, ок. 1775.
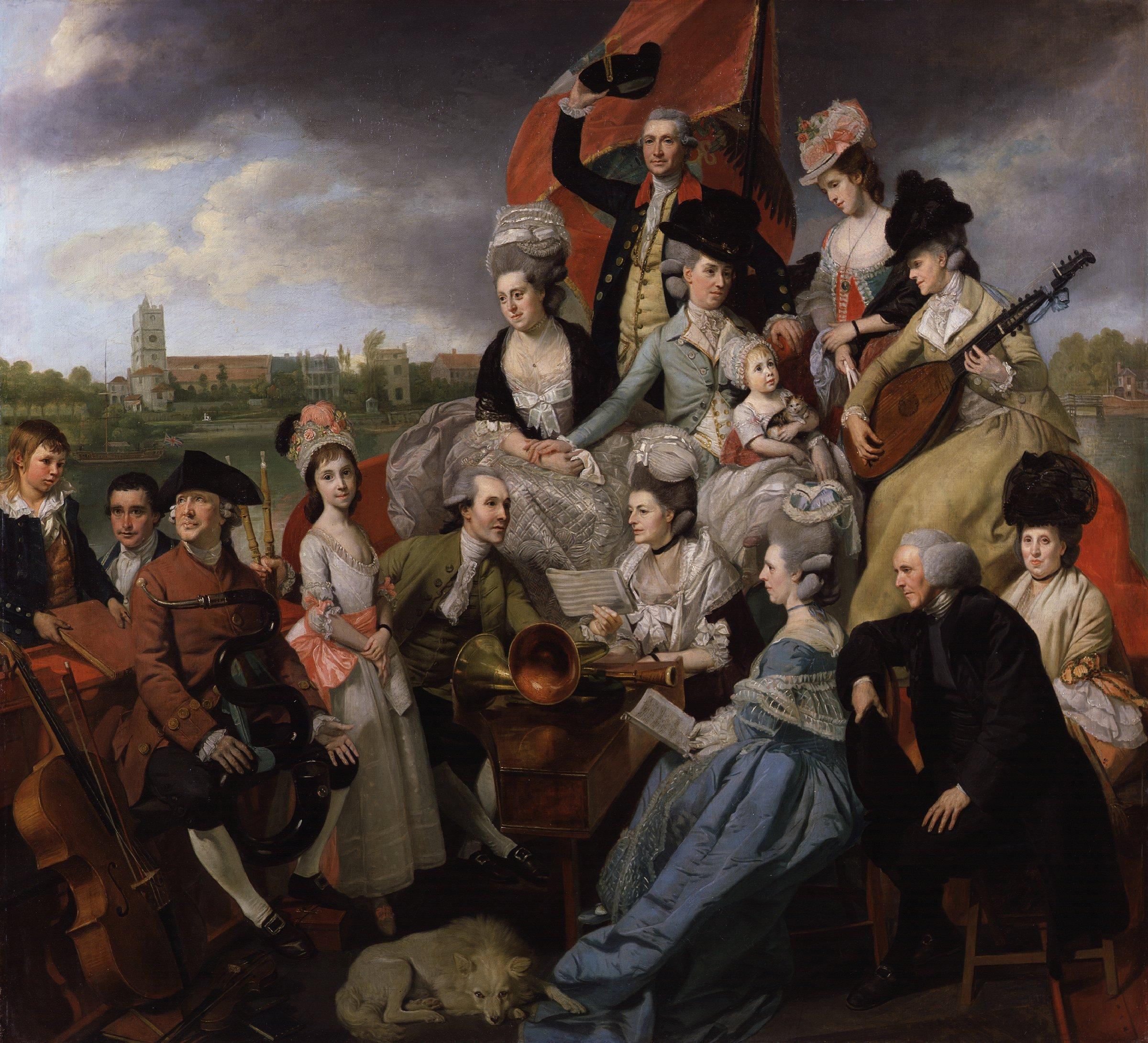
Семья Шарпов, ок. 1780.
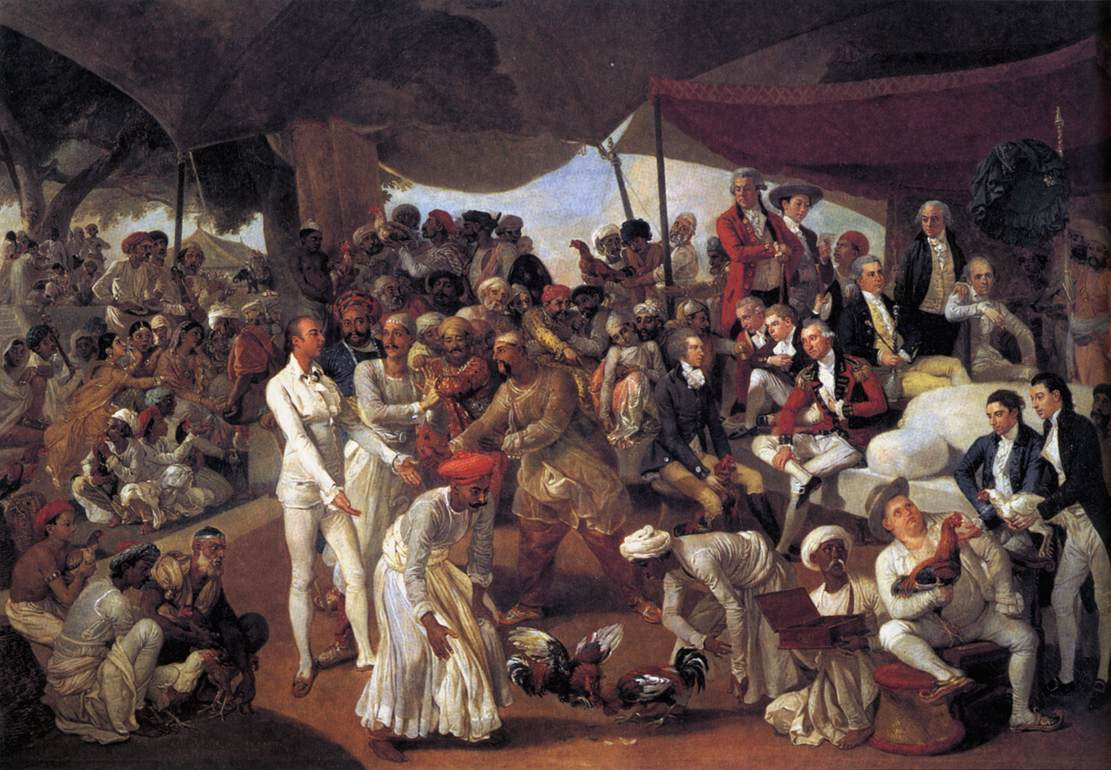
Индия. Петушиный бой в присутствии наваба Ауда Асафа ад-Даула и британского колониального чиновника полковника Мордаунта, (статья о картине в англоязычной версии википедии), ок. 1785.
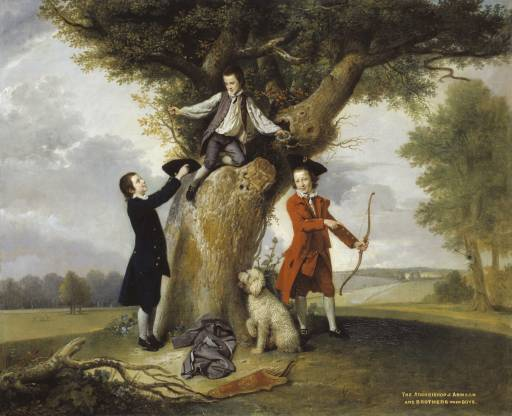
Три сына графа Бьюта.
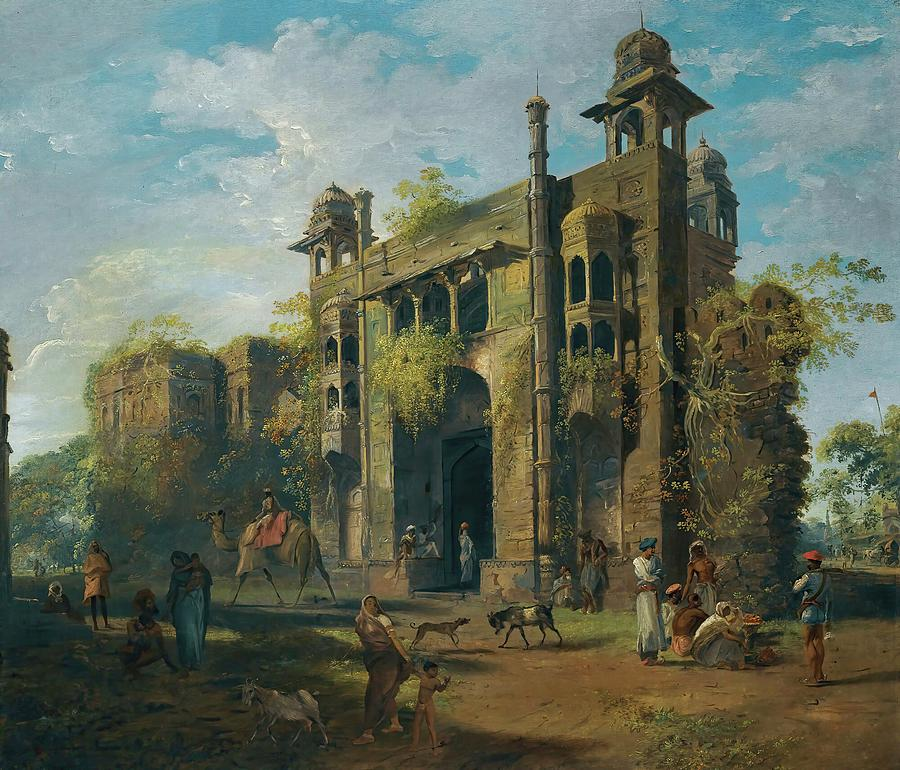
Форт Лалбагх, Дакка, Бенгалия (ныне — Бангладеш).